# اچ‌ام‌اس نوبیان (اف۳۶)
اچ‌ام‌اس نوبیان (اف۳۶) (به انگلیسی: HMS Nubian (F36)) یک کشتی بود که طول آن ۳۵۵ فوت ۶ اینچ (۱۰۸٫۳۶ متر) بود. این کشتی در سال ۱۹۳۷ ساخته شد.